# 阿弖流為
阿弖流為（日语：〔〕／〔〕 Aterui */?；？—802年9月17日），是日本奈良時代末期、平安時代初期膽澤地區（今岩手縣奧州市）的一位蝦夷酋長。在坂上田村麻呂的相關傳說中則以「惡路王」的名字登場。
另外，根據需要，也將使用阿弖利為（日语：〔〕〔〕 Aterii ?）、大墓公阿弖流為（日语：〔〕?）、大墓公阿弖利為（日语：〔〕?）、大墓公等名稱。

## 事蹟
阿弖流為在日本征討蝦夷的三十八年戰爭中曾扮演重要角色，但在《續日本紀》和《日本紀略》的記載卻很簡略。在781年（天應元年）5月24日征東大使藤原小黑麻呂的奏章中，列舉了一些蝦夷的酋長，其中包括伊佐西古、諸絞、八十島、乙代等人，然而其中卻沒有阿弖流為的名字。
阿弖流為第一次在日本史料中登場的時間是789年（延曆8年）。當時，征東將軍紀古佐美在攻打陸奧的膽澤地區時，提到了該地區「賊帥夷、阿弖流為居」。紀古佐美與阿弖流為的部眾戰於衣川。阿弖流為誘敵深入，將朝廷軍隊引至巢伏村，借助當地的地形大敗朝廷軍。這就是日本歷史上的巢伏之戰，為日本以少勝多的著名戰役。
隨後紀古佐美遭到桓武天皇的斥責，桓武天皇派遣大伴弟麻呂和坂上田村麻呂再次征討蝦夷。結果蝦夷戰敗，膽澤和志波（即後來的膽澤郡、紫波郡一帶）被朝廷軍所控制。802年（延曆21年），坂上田村麻呂在膽澤地區築造了膽澤城。
根據《日本紀略》記載，同年4月15日，大墓公阿弖流為與盤具母禮率500餘人向朝廷投降。7月10日，二人隨坂上田村麻呂進入平安京。坂上田村麻呂提出讓二人返回故地繼續統治，以取得蝦夷人支持的建議。但平安京的貴族認為阿弖流為「野性獸心、反復不定」，主張將其處死。於是在8月13日，阿弖流為與盤具母禮同時在河內國被處決。

## 後世的評價與紀念
日本民間傳說中認為坂上田村麻呂是一位偉大的將軍，阿弖流為的相關文獻記載卻很少。明治以後，有歷史學家則認為阿弖流為是朝廷的反賊。
相傳阿弖流為的胴塚（埋葬身軀的墓）在枚方市宇山，至今已無存；其首塚（埋葬首級的墓）附近片埜神社的社地（今牧野公園內）。1994年11月，在遷都平安京1200年紀念時，日本人在坂上田村麻呂所建立的清水寺中豎立了「阿弖流為 母禮顯彰碑」，以紀念阿弖流為。2004年和2005年，日本先後在大阪府枚方市首塚處和岩手縣奧州市其出生地舉行阿弖流為和母禮慰靈祭（表示怨親平等）。2007年3月，又在牧野公园的傳說中的首塚處建立「傳 阿弖流為 母禮之塚」的石碑。
2001年12月1日，JR東日本時間表改正。為紀念阿弖流為死去1200週年，日本東北本線將一之關站與盛岡站間的列車命名為「阿弖流為」。

## 相關作品

### 戲劇
- 《炎立》（1993年7月4日－1994年3月13日，NHK），里見浩太朗飾演。
- 《火怨・北之英雄 阿弖流為傳（日语：火怨・北の英雄 アテルイ伝）》（2013年1月11日－2月1日，NHK），大澤隆夫饰演。

### 動畫
- 《阿弖流為（日语：アテルイ (アニメ映画)）》（2002），紀念阿弖流為逝世1200年動畫長篇電影。

## 延伸阅读
- 藤原繼繩、菅野眞道、秋篠安人. . 797年.

## 文獻
- 黑板勝美. . 吉川弘文館. 1979年. ISBN 4642000623.
- 大塚初重、岡田茂弘、工藤雅樹、佐原真、新野直吉、豐田有恒. . 山川出版社. 1991年. ISBN 4634602601 （日语）.
- 新野直吉. . 吉川弘文館. 1989年. ISBN 4642066276 （日语）.
- 新野直吉. . 吉川弘文館. 1994年. ISBN 4642074252 （日语）.
- 細井計、伊藤博幸、菅野文夫、鈴木宏. . 山川出版社. 1999年. ISBN 4634320304 （日语）.
- 岡田桃子. . 祥傳社. 2003年. ISBN 439631339X.
- 馬部隆弘. . 《史敏》. 2006年, 春号.

## 外部連結
- 奧州市埋藏文化財調査中心 （页面存档备份，存于） （日語）
- 阿弖流為紀念會 （页面存档备份，存于） （日語）